# علی آنتسوخسکی
علی آنتسوخسکی (نام کامل:
Əli Abdulqədiroviç Ansuxski) (زاده ۱ ژوئن ۱۹۴۷ - درگذشت ۲۶ فوریه ۱۹۹۶) یک سیاستمدار اهل جمهوری آذربایجان با اصالت آواری اهل شهرستان بالاکن و یکی از اعضای مجلس ملی جمهوری آذربایجان بود. او ادعا می‌کرد که رهبر قوم آوار است. وی در سال ۱۹۹۶ در مرکز باکو ترور شد.

## شورای ملی جمهوری آذربایجان
او در سال ۱۹۹۵ به عضویت مجلس ملی جمهوری آذربایجان برگزیده شد.

## ترور
آنتسوخسکی در سال ۱۹۹۶ در مرکز شهر باکو ترور شد. جنایتکاران نیز پس از این رخداد محکوم شدند.